# Bekhsimle Dhartigau
Bekhsimle Dhartigau (nep. बेखसिम्ले) – gaun wikas samiti w środkowej części Nepalu w strefie Bagmati w dystrykcie Kavrepalanchok. Według nepalskiego spisu powszechnego z 2001 roku liczył on 266 gospodarstw domowych i 1447 mieszkańców (751 kobiet i 696 mężczyzn).